# Dom van Utrecht (oorlogsschip uit 1654)
De Dom van Utrecht was een oorlogsschip dat gebruikt werd door de Republiek der Zeven Verenigde Nederlanden tussen 1654 en circa 1688. Het is vernoemd naar de gotische kathedraal.
Het schip werd in 1654 gebouwd door Amsterdam. Het was ruim 36 meter (130 Amsterdamse voet) lang en het maakte deel uit van een serie van tien schepen die dat jaar werd gebouwd. Gedurende zijn bestaan kende de Dom van Utrecht verschillende bevelhebbers en zo'n 40 tot 48 stuks geschut op een bemanning van ongeveer 147 tot 175 personen. In 1659 maakte het schip deel uit van de vloot waarmee de Deense stad Nyborg werd bevrijd van de Zweedse bezetting. Tijdens de Tweede Engels-Nederlandse Oorlog was het actief in de Vierdaagse Zeeslag (1666). Het verloor daarin de grote mast en het schip bleef ternauwernood behouden voor de vloot. In 1688 wordt de Dom van Utrecht voor de laatste maal vermeld.